# 1-es busz (Sárvár)
A sárvári 1-es jelzésű autóbusz az Autóbusz-állomás és a Termálfürdő megállóhelyek között közlekedik. A vonalat a Vasi Volán Zrt. üzemelteti.

## Közlekedése
Csak munkanapokon közlekedik, naponta 3 járatpár indul.

## Útvonala

### Termálfürdő felé
Autóbusz-állomás – Batthyány Lajos utca – Kossuth tér – Várkerület – Rákóczi Ferenc utca – Termálfürdő

### Autóbusz-állomás felé
Termálfürdő – Rákóczi Ferenc utca – Várkerület – Kossuth tér – Batthyány Lajos utca – Autóbusz-állomás

## Megállói
| Megállóhely neve | Menetidő | Menetidő |
| ---------------- | -------- | -------- |
| Autóbusz-állomás | 0        | 5        |
| Batthyány u.     | 2        | 3        |
| Kórház           | 4        | 1        |
| Termálfürdő      | 5        | 0        |

## Menetrend

### Autóbusz-állomásról indul
| Óra | Munkanapokon |
| --- | ------------ |
| 8   | 40           |
| 14  | 25           |
| 16  | 25           |

### Termálfürdőtől indul
| Óra | Munkanapokon |
| --- | ------------ |
| 6   | 25           |
| 12  | 25           |
| 14  | 30           |